# Rapakkojärvi (Karesuando socken, Lappland)
Rapakkojärvi är en sjö i Kiruna kommun i Lappland och ingår i Torneälvens huvudavrinningsområde. Sjön har en area på 0,0558 kvadratkilometer och ligger 335,9 meter över havet.

## Delavrinningsområde
Rapakkojärvi ingår i det delavrinningsområde (760176-178441) som SMHI kallar för Mynnar i Muonioälven bigren. Medelhöjden är 373 meter över havet och ytan är 33,46 kvadratkilometer. Räknas de 5 avrinningsområdena uppströms in blir den ackumulerade arean 118,93 kvadratkilometer. Paankijoki som avvattnar avrinningsområdet har biflödesordning 5, vilket innebär att vattnet flödar genom totalt 5 vattendrag innan det når havet efter 399 kilometer. Avrinningsområdet består mestadels av skog (60 procent) och sankmarker (37 procent). Avrinningsområdet har 0,48 kvadratkilometer vattenytor vilket ger det en sjöprocent på 1,4 procent.